# Karl August von Fallois
Karl August Sigismund Philipp Anton von Fallois (* 9. September 1803 in Ansbach; † 11. Dezember 1877 in Erfurt) war ein preußischer Generalleutnant.

## Leben

### Herkunft
Karl August war Angehöriger des ursprünglich lothringischen Adelsgeschlechts von Fallois. Seine Eltern waren der mecklenburgische Generalmajor Josef Thomas von Fallois (1766–1835) und Freiin Marie Jeanette von Mardefeld (1764–1846). Sein älterer Bruder Friedrich von Fallois (1801–1867) war ebenfalls preußischer Generalleutnant.

### Werdegang
Fallois begann seine Laufbahn 1817 als Kadett in Berlin und war dann 1821 Portepee-Fähnrich im 2. Garde-Regiment zu Fuß. Noch im selben Jahr war er ebd. aggregierter Sekondeleutnant, wurde 1823 einrangiert und avancierte 1835 zum Premierleutnant. Er war 1838 erst Adjutant beim Gouvernement Berlin und dann bei Prinz Adalbert von Preußen. Nachdem er 1841 seine Beförderung zum Kapitän und 1847 die zum Major erhalten hatte, wurde er 1850 Bataillonskommandeur im 28. Infanterie-Regiment. Im selben Jahr wurden seine Verdienste bis dahin mit dem Johanniter-Orden gewürdigt. 1851 wurde er Kommandeur des Füsilier-Bataillons des 8. Infanterie-Regiments, wechselte aber 1852 zum 1. Garde-Regiment zu Fuß, wo er 1853 zum Oberstleutnant aufstieg. Fallois wurde 1855 Kommandeur des 39. Infanterie-Regiments. Seine Beförderung zum Oberst erfolgte 1855. Er wurde 1858 mit dem Roten Adlerorden III. Klasse mit Schleife ausgezeichnet und er hielt die Kommandeursstelle der 16. Infanterie-Brigade sowie à la suite des 39. Infanterie-Regiments. Er avancierte 1858 zum Generalmajor. 1860 erhielt er den Roten Adlerorden II. Klasse mit Eichenlaub, das schwarzburgisch-sonderhausensche Ehrenkreuz I. Klasse und das Komturkreuz des sächsischen Falken Ordens. Er hat 1861 den Stern zum Roten Adlerorden II. Klasse mit Eichenlaub erhalten und nahm 1863 mit dem Charakter als Generalleutnant seinen Abschied. Im selben Jahr wurde er mit seiner Pension zur Disposition gestellt.